# Vrizy
Vrizy [vʁizi] ist eine Ortschaft und eine ehemalige französische Gemeinde mit 302 Einwohnern (Stand 1. Januar 2022) im Département Ardennes in der Region Grand Est. Sie gehörte zum Arrondissement Vouziers und zum Kanton Attigny.
Mit Wirkung vom 1. Juni 2016 wurden die früheren Gemeinden Terron-sur-Aisne, Vrizy und Vouziers zu einer Commune nouvelle mit dem identen Namen Vouziers zusammengelegt und haben in der neuen Gemeinde den Status einer Commune déléguée inne. Der Verwaltungssitz befindet sich im Ort Vouziers.

## Geographie
Vrizy liegt rund 50 Kilometer (Luftlinie) nordöstlich von Reims. Nachbarorte von Vrizy sind Voncq im Norden, Terron-sur-Aisne im Nordosten, Vandy im Osten, Vouziers im Süden und Grivy-Loisy im Westen. Die Gemarkung befindet sich am linken Ufer der Aisne sowie am parallel verlaufenden Canal de Vouziers, der bei Rilly-sur-Aisne vom Canal des Ardennes abzweigt. In einer Flussschleife der Aisne lag eine Enklave, die zur Gänze vom Gemeindegebiet der Nachbargemeinde Vandy umschlossen war.

## Geschichte
Erstmals im Jahre 1145 urkundlich erwähnt, war Vrizy ein bedeutendes Zentrum der Korbmacherei. Um 1920 arbeiteten mehr als 500 Korbflechter in Vrizy.
Während des Ersten Weltkrieges war die Feldfliegerabteilung 10, bei der das deutsche Fliegerass Max Immelmann diente, in Vrizy stationiert.

### Bevölkerungsentwicklung
| Jahr      | 1968 | 1975 | 1982 | 1990 | 1999 | 2007 | 2016 |
| Einwohner | 366  | 356  | 343  | 342  | 360  | 361  | 316  |

## Sehenswürdigkeiten

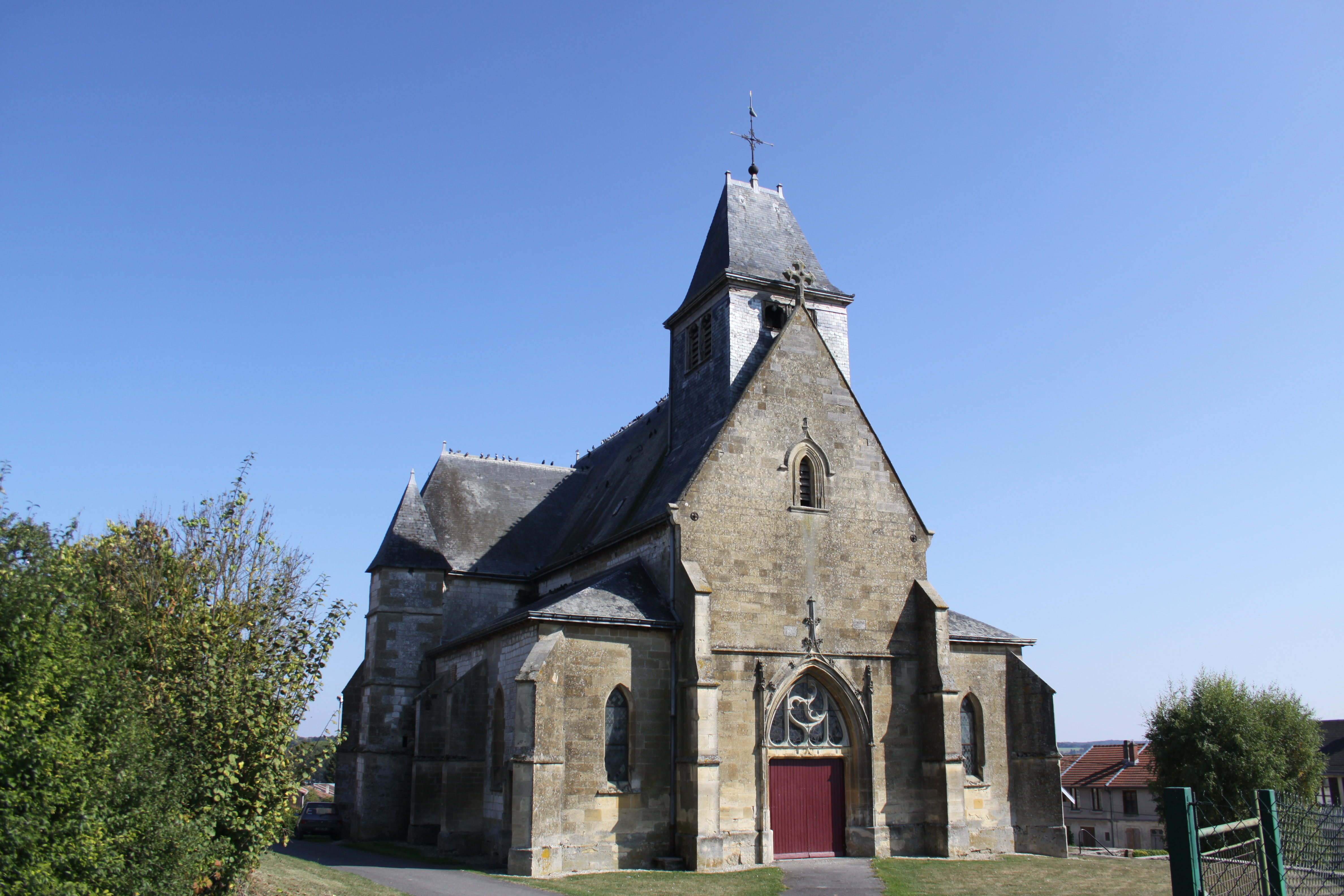
Kirche Saint-Maurice

- Gotische Kirche Saint Maurice – Monument historique seit 1920.[2]